# Timour Moutsouraev
Timour Moutsouraev (en russe : Тимур Муцураев, né le 25 juillet 1976 à Grozny, en Tchétchénie) est un barde tchétchène, ancien sportif devenu combattant, qui a, entre 1995 et 2001, enregistré en russe plusieurs albums consacrés en grande partie à la lutte de libération nationale tchétchène et à l'islam.
Ses compositions connurent un grand succès en Tchétchénie.
Réfugié à l'étranger au début des années 2000, Moutsouraev serait rentré en Tchétchénie en 2008.
Jugées « extrémistes », une partie de ses chansons sont interdites en Russie. Entre 2016 et 2018, quinze habitants de la Tchétchénie ont ainsi écopé d'amendes pour avoir publié des chansons du barde sur leurs pages personnelles dans les réseaux sociaux. Ailleurs en Russie, une dizaine de cas identiques sont attestés dans la presse russe, entre 2014 et 2019,,,,,,,,,.